# Federico Pagnini
Federico Pagnini (Follonica, 20 agosto 1991) è un hockeista su pista italiano.

## Palmarès

### Club

#### Titoli nazionali
- Coppa Italia: 2

Follonica: 2009-2010, 2017-2018
- Supercoppa italiana: 1

Follonica: 2024